# Летяща крепост
Летяща крепост е нарицателно име за голям четири- и повече моторен бомбардировач със силно отбранително въоръжение (над 4 огневи точки) и тежък бомбов товар. Това понятие навлиза в българската авиационна терминология в началото на 1940-те г. и произхожда от името на американския стратегически бомбардировач Б-17 „Летяща крепост“ (B-17 Flying Fortress - на английски: Flying Fortress — „Летяща крепост“). То придобива още по-голяма популярност по време на бомбардировките на България през 1943 и 1944 г., когато с името „Летящи крепости“ са наричани (макар и невярно) всички американски бомбардировачи, участващи в тях — една известна част от тези машини, например, са Б-24 „Либърейтър“ (B-24 Liberator) и двумоторните Б-25 „Мичъл“ (B-25 Mitchell).
След 1945 г., с навлизането на авиацията в реактивната ера и развитието на технологиите, понятието „Летяща крепост“ постепенно изгубва смисъла си (поради спецификата на отбранителните системи на съвременните бомбардировачи), въпреки че е използвано още известно време (до края на 1960-те г.), но вече главно с идеологическа цел от официалната държавна пропаганда по това време.
Самолети, носещи името „Крепост“
- B-17 Flying Fortress („Летяща крепост“)
- B-29 Superfortress („Суперкрепост“)
- B-52 Stratofortress („Стратосферна крепост“)

Серийно произвеждани бомбардировачи, към които е приложимо названието „Летяща крепост“
- B-17 Flying Fortress
- B-24 Liberator
- B-29 Superfortress
- B-36 Peacemaker
- Avro Lancaster
- Handley Page Halifax
- Пе-8
- Ту-4
- Piaggio P.108

|  | Уикипедия разполага с Портал:Авиация |